# 리하르트 브라우어
리하르트 다고베르트 브라우어(독일어: Richard Dagobert Brauer IPA: [ˈʀɪçaʁt ˈdaːɡobɛʁt ˈbʀaʊɐ], 1901년 2월 10일 ~ 1977년 4월 17일)는 독일, 미국의 수학자이다. 추상대수학과 수론에 공헌하였다.

## 생애
1901년에 베를린의 유대인 가정에서 태어났다. 7년 연상의 형 알프레트 브라우어(독일어: Alfred Brauer, 1894~1985) 역시 수학에 관심을 가졌고, 수학자가 되었다.
1919년 2월에 베를린 공과대학교에 입학하였고, 곧 베를린 훔볼트 대학교에 전학하였다. 1926년 3월 16일에 박사 학위를 수여받았다.
1925년 9월 17일에 수학자 일제 카르거(독일어: Ilse Karger)와 결혼하였고, 두 아들을 두었다. 두 아들 모두 훗날 수학자가 되었다.
1933년에 나치 당이 독일의 정권을 잡고 반유대주의 정책을 펴자, 유대인이었던 자신은 미국으로 망명하였다. 1934년에 미국 프린스턴 고등연구소에서 강의하였고, 이후 에미 뇌터를 통해 캐나다 토론토 대학교 교수가 되었다. 1948년에 미국 미시간 대학교로 옮겼고 1952년에 다시 하버드 대학교로 자리를 옮겼다.
1971년에 은퇴하였고, 1977년에 사망하였다.

## 참고 문헌
- Curtis, Charles W. (2003). 《Pioneers of representation theory: Frobenius, Burnside, Schur, and Brauer》. History of Mathematics (영어) 15. American Mathematical Society. ISBN 978-0-8218-2677-5. MR 1715145.
- Curtis, Charles W. (2003). “Richard Brauer: sketches from his life and work”. 《The American Mathematical Monthly》 (영어) 110: 665–677. doi:10.2307/3647850. JSTOR 3647850.
- Green, James Alexander (1978). “Richard Dagobert Brauer”. 《Bulletin of the London Mathematical Society》 (영어) 10 (3): 317–342. doi:10.1112/blms/10.3.317. ISSN 0024-6093.
- Feit, Walter (1979). “Richard D. Brauer”. 《Bulletin of the American Mathematical Society》 (영어) 1 (1): 1–20. doi:10.1090/S0273-0979-1979-14547-6. ISSN 0002-9904. MR 513747.